# Лачи (остановочный пункт)
Ла́чи (латыш. Lāči) — остановочный пункт на железнодорожной линии Елгава — Лиепая в Кримунской волости Добельского края Латвии.

## История
Остановочный пункт открыт 1 июня 1929 г. Предназначался для погрузки и разгрузки багажа и обслуживания пассажиров. Поезд маршрута Рига — Лиепая останавливался здесь до 2001 года. После 2001 г. остановочный пункт не используется.